# Melodifestivalen 2016
Melodifestivalen 2016 — 56-й випуск шведського музичного конкурсу Melodifestivalen, організований Sveriges Television (SVT), що проходив протягом шести тижнів з 6 лютого по 13 березня 2016 року. Переможницею Melodifestivalen 2016 став Франс з піснею «If I Were Sorry», який представив Швецію на пісенному конкурсі Євробачення 2016, де посів 5 місце з 261 балом. Головною ведучою всіх шоу стала Джина Діраві.

## Формат
Формат змагань складався з шести шоу: чотирьох півфіналів, раунду «Другого шансу» й фіналу.
28 уачсників були розділені серед чотирьох півфіналів, по сім композицій у кожному. З кожного півіфнілу пісні, які посіли перше та друге місця, кваліфікувалися безпосередньо до фіналу, тоді як пісні, які посіли третє та четверте місця, переходили до «Другого шансу». Три останні місця вибували з конкурсу. Ще чотири заявки пройшли кваліфікацію з «Другого шансу» до фіналу, тому загальна кількість заявок у фіналі складала 12.
Усі шість шоу вела Джина Діраві, до якої під час кожного шоу приєдналися запрошені співведучі:
- Петра Меде (півфінал 1)
- Генрік Шифферт[en] (півфінал 3)
- Сара Доун Фанер (півфінал 4),
- Петер Йобак[en] (раунд другого шансу),
- Ола Сало[en] (раунд другого шансу)
- Вільям Шпец[en] (фінал);

Шарлотта Переллі спочатку була оголошена запрошеною співведучою другого півфіналу, однак її роль була змінена на запрошену виконавицю після того, як виник конфлікт інтересів через її угоду про співпацю зі шведським мобільним брендом Comviq.

### Місця проведення
Змагання пройшли в різних містах Швеції:
- Перший півфінал — Скандинавіум, Гетеборг (6 лютого)
- Другий півфінал — Мальме-Арена, Мальме (13 лютого)
- Третій півфінал — Гіммельсталунд, Норрчепінг (20 лютого)
- Четвертий півфінал — Monitor ERP Arena, Євле (27 лютого)
- Раунд «Другого шансу» пройшов 5 березня у Гальмстад-Арені в Гальмстаді
- Фінал — 12 березня на Френдз-Арені в Солні.